# Nordjysk Udstilling i Aalborg
|  | Denne artikel er oprettet af botten Steenthbot ud fra en ekstern database. Den kan derfor have sproglige fejl eller mangler. Denne skabelon kan fjernes efter kontrol af indholdet. |

Nordjysk Udstilling i Aalborg er en dansk dokumentarisk optagelse fra 1933.

## Handling
Nordjysk Udstilling i Aalborghallen, juni-juli 1933. I filmen ser vi Th. Stauning ankomme til udstillingen. På talerstolen ses Aalborgs borgmester, landtingsmand Hauch, Direktør Chr. H. Olsen og statsminister Stauning. Efter talerne beser Stauning udstillingen. Via en rulletrappe fra udstillingshallerne og Nordens højeste udvendige elevator, kører vi op i Aalborgtårnet, hvor der er udsigt over byen og udstillingen. Afslutningsvis optagelser fra Restaurant Kilden, hvor der gives koncert. Udstillingen havde 360.000 besøgende.
Aalborgtårnet er tegnet af arkitekt Carlo Odgård og blev opført i forbindelse med Nordjysk Udstilling, der skulle promovere regionens erhvervs- og kulturliv. Tårnet, der egentlig skulle være revet ned efter udstillingen, er i dag Aalborgs vartegn. Det er 55 meter højt og placeret på den 50 meter høje Skovbakken vest for byen. Udsigtsplatformen befinder sig således 105 meter over havets overflade, hvilket gør den til byens højeste punkt.

## Medvirkende
- Thorvald Stauning